# (34599) 2000 TV39
2000 TV39 (asteroide 34599) é um asteroide da cintura principal. Possui uma excentricidade de 0.08507910 e uma inclinação de 7.32948º.
Este asteroide foi descoberto no dia 1 de outubro de 2000 por LINEAR em Socorro.